# Erik Niedling

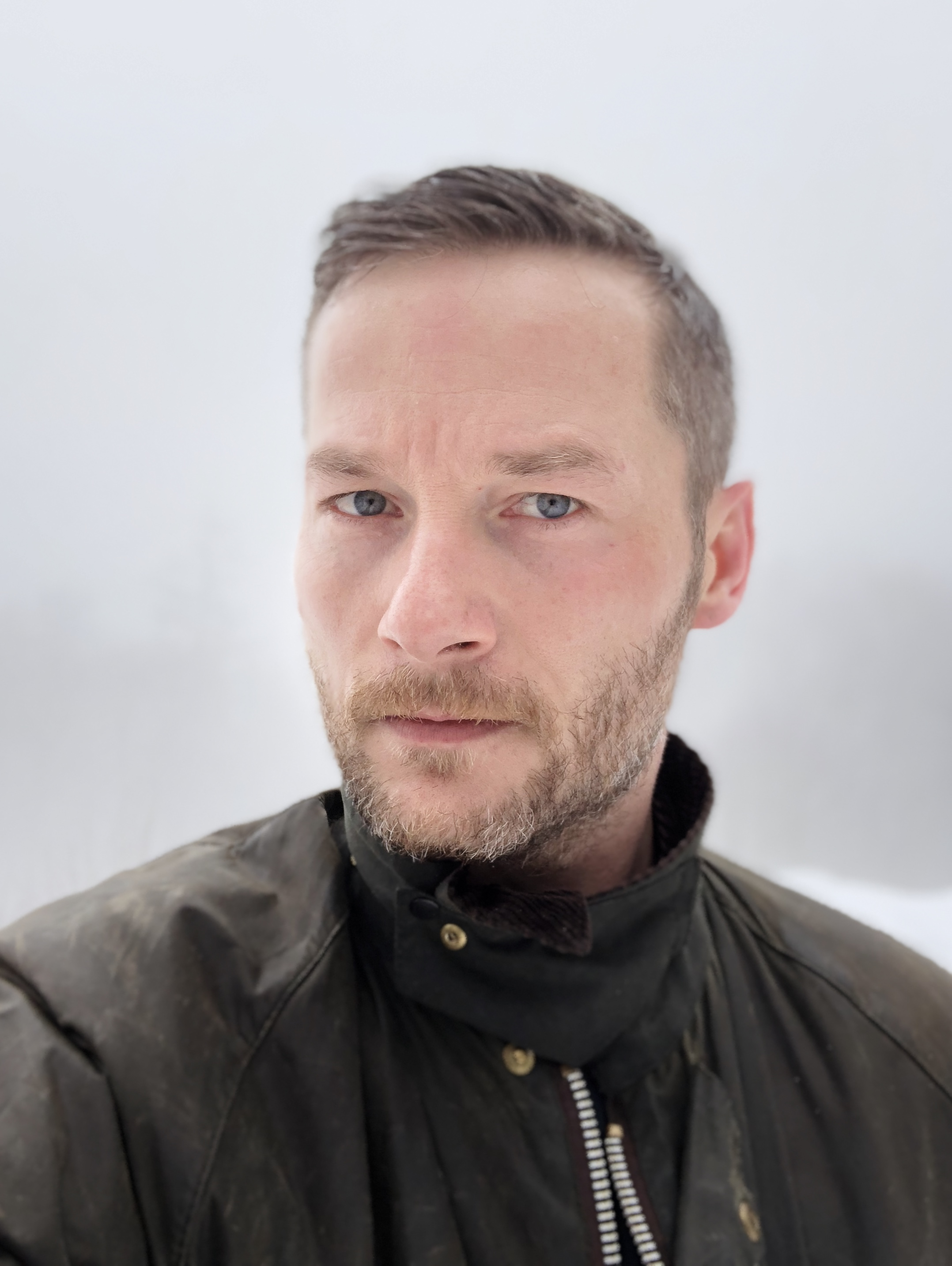
Erik Niedling (2018)

Erik Niedling (* 18. Oktober 1973 in Erfurt) ist ein deutscher Künstler.

## Leben
Erik Niedling wuchs in Erfurt auf. Zu Beginn seiner künstlerischen Laufbahn setzte sich Niedling in seinen Arbeiten mit dem „Konstrukt von Geschichte“ auseinander und den Spuren, die es im „kollektiven Bewusstsein“ hinterlässt. Beispiele dafür sind die großformatigen fotografischen Arbeiten, die sich im Band Fotografien/Photographs (2006) finden. Spätere Arbeiten sind ebenfalls durch Fragen zu Sammeln, Archivieren und Ordnen geprägt, wobei das Bewahren und (fiktive) Verschwinden der eigenen Identität in den Vordergrund rückt.
Seit Mitte der 2000er Jahre etablierte sich Niedling als Konzeptkünstler. Zusammen mit dem Schriftsteller Ingo Niermann produzierte Niedling 2010 den Dokumentarfilm The Future of Art. Darin entwickelte Niermann die Idee eines Pyramidenbergs als Kunstwerk, das zugleich die individuelle Bestattungsstelle eines Sammlers ist. Im Kunstprojekt Mein letztes Jahr lebte Niedling im Zeitraum vom 1. März 2011 bis 29. Februar 2012 ein Jahr lang, als sei es sein letztes. Darauf folgten Ausstellungen, Publikationen und Aktionen, die sich mit der Realisierung des Pyramidenbergs und Erforschung radikaler politischer Bewegungen  beschäftigen. In diesem Zuge führte Niedling erstmals am 8. Mai 2017 eine rituelle Inbesitznahme („Seizure“) des Berges Kleiner Gleichberg im Landkreis Hildburghausen in Thüringen durch, wo seither an jedem 8. Mai das „Burial of the White Man“ auf dem Berg stattfindet. Eine kritische Reflexion seiner Tätigkeiten erfolgte durch Tagebuchveröffentlichungen, Interviews und in dem 2019 veröffentlichten Roman Burial of the White Man.

## Werke (Auswahl)
- Dokumentationszentrum Thüringen, 2021 (Werkgruppe)
- Burial of the White Man, 2017 (Werkgruppe)
- Futures, 2015 (Skulpturenserie)
- Pyramid Mountain Photographs, 2014 (Fotoserie)
- Pyramid Paintings, 2013 – 2023 (Malereiserie)
- The Chamber, 2012 (Werkgruppe)
- My Last Year, 2011/12 (Aktion)
- The Future of Art, 2010 (Dokumentarfilm mit Ingo Niermann)
- Redox, 2009 (Fotoserie)
- Formation, 2008 (Fotoserie)
- Status, 2005 (Fotoserie)
- Archiv, 2004 (Fotoserie)
- Forst, 2004 (Fotoserie)

## Ausstellungen (Auswahl)
- 2024 „Horror Patriae“ – Steirischer Herbst, Graz  G
- 2024 „Flucht in die Öffentlichkeit“ – f/stop – Festival für Fotografie, Leipzig  G
- 2024 „Wild Grass: Our Lives“ – 8th Yokohama Triennale, Yokohama Museum of Art  G
- 2022 „Dokumentationszentrum Thüringen“ – EXILE, Wien E
- 2021 „2048 (Cat, Man, Rider, Triangle)“ – Galerie Tobias Naehring, Berlin E
- 2018 „EXILE X Summer Camp: May the bridges I burn light the way“ – Manifesta 12, Palermo G
- 2014 „Eine Pyramide für mich“ – Haus am Lützowplatz, Berlin E
- 2013 „Chamber“ – Exile, Berlin E
- 2012 „18.10.1973 – 29.02.2012“ – Neues Museum Weimar, Weimar E
- 2011 „Mein letztes Jahr“ – Galerie Tobias Naehring, Leipzig E
- 2010 „Redox“ – Hamish Morrison Galerie, Berlin E
- 2010 „Status“ – Angermuseum, Erfurt E
- 2008 „Formation“ – Hamish Morrison Galerie, Berlin E
- 2006 „Was ist deutsch?“ – Germanisches Nationalmuseum, Nürnberg G
- 2005 „Archiv“ – Goethe-Institut, Bratislava E
- 2002 „5x5“ – Neue Sächsische Galerie, Chemnitz G

## Sammlungen
- Angermuseum, Erfurt
- Sal. Oppenheim, Köln
- Freistaat Thüringen, Erfurt
- Neues Museum Weimar, Weimar
- Museum van Hedendaagse Kunst Antwerpen
- Sammlung Haupt, Berlin